# 박신원 (정치인)
박신원(1945년 8월 10일 ~ )은 대한민국의 정치인이다. 제8대 오산시장, 제15대 국회의원을 역임했다.

## 학력
- 오산성호초등학교 (졸업)
- 오산중학교 (졸업)
- 마포고등학교 (졸업)
- 성균관대학교 경상대학 (경제학 / 학사)
- 수원대학교 행정대학원 (행정학 / 석사·박사)

## 역대 선거 결과
|  | 35.93% |

|  | 30.25% |

|  | 26.16% |

|  | 30.79% |

|  | 23.11% |

|  | 18.88% |